# Arte Povera
Arte Povera (на български също и като бедняшко изкуство или бедно изкуство) е изкуство, правено от бедняшки материали.
Това течение в модерното изкуство се развива през периода 1967 – 1972 в италианските градове Торино, Милано, Рим, Генуа, Венеция, Неапол и Болоня. Този тип изкуство се противопоставя на правителственото управление, индустрията, особено корпоративната менталност и мейнстрийм културата чрез употребата на неконвенционални материали и стил.

## История
През 1967 г. италианският арт критик Джермано Челант въвежда термина Arte Povera, за да опише група от млади антиелитаристки настроени художници. Движението започва с авангардистки патос, насочен срещу мейнстрийма в западното изкуство, но бързо се превръща във влиятелен двигател на вкусовете за изкуство на Запад още в края на 1960-те.

## Основни представители
- Алигиеро Боети
- Пиеро Джиларди
- Пиер-Паоло Калцолари
- Росела Козентино
- Янис Кунелис
- Марио Мерц
- Мариса Мерц
- Джулио Паолини
- Пино Паскали
- Джузепе Пеноне
- Микеланджело Пистолето
- Емилио Прини
- Салваторе Манджоне
- Марио Чероли
- Джилберто Зорио
- Джовани Анселмо
- Лучано Фабро